# Дрозд Юрій Васильович
Юрій Васильович Дрозд (нар. 29 квітня 1964, с. Вікнина Гайворонського району Кіровоградської області) — український діяч, голова Кіровоградської обласної ради з 25 квітня 2023 року. Кандидат юридичних наук.

## Життєпис
Закінчив Запорізький юридичний інститут МВС за спеціальністю «правознавство». Здобув ступінь кандидата юридичних наук у Національній академії внутрішніх справ.
Двадцять сім років працював в органах внутрішніх справ України.
Потім — директор ТОВ «ЮВД Агро», ТОВ «АПС-Кіровоград», ТОВ «АПС-Київ», ОСББ «Мій затишок». 2020 року АМКУ оштрафував «АПС-Кіровоград», співвласником якої є Дрозд, за махінації на тендері міського управління освіти.
З 2013 року працював генеральним директором групи компаній АПС у Кропивницькому.
У 2015 році невдало балотувався до Кіровоградської облради від БПП (Європейської солідарності).
У жовтні 2020 року обраний депутатом Кіровоградської обласної ради від партії «Слуга народу».
З 25 квітня 2023 року — голова Кіровоградської обласної ради.

## Родина
- Син Юрій Дрозд[6]